# Demerara-Mahaica
Demerara-Mahaica (Regione 4) è una regione della Guyana, confinante con l'Oceano Atlantico a nord, la regione di Mahaica-Berbice a est, la regione di Alto Demerara-Berbice a sud e la regione di Isole Essequibo-Demerara Occidentale a ovest.
La regione ospita la capitale della nazione, Georgetown. Altre città nella regione sono Buxton, Enmore, Victoria e il capoluogo Paradise.
La popolazione della regione contava 313.429 persone secondo il censimento ufficiale del 2012.
- 2012 : 313.429
- 2002 : 310.320
- 1991 : 296.924
- 1980 : 317.475